# 短瓣兰
短瓣兰（学名：Monomeria barbata）为兰科短瓣兰属下的一个种。